# Brajarajnagar
Brajarajnagar es una ciudad y municipio situada en el distrito de Jharsuguda en el estado de Odisha (India). Su población es de 80403 habitantes (2011). Se encuentra a orillas del río Ib, a 291 km de Bhubaneswar y a 283 km de Cuttack.

## Demografía
Según el censo de 2011 la población de Brajarajnagar era de 80403 habitantes, de los cuales 41836 eran hombres y 38567 eran mujeres. Brajarajnagar tiene una tasa media de alfabetización del 82,48%, superior a la media estatal del 72,87: la alfabetización masculina es del 89,11%, y la alfabetización femenina del 75,30%. 